# Wirbelstromprüfung
Die Wirbelstromprüfung (engl. Eddy current method) ist ein elektrisches Verfahren zur zerstörungsfreien Werkstoffprüfung. Es wird zur Prüfung elektrisch leitender Werkstoffe eingesetzt.

## Prinzip

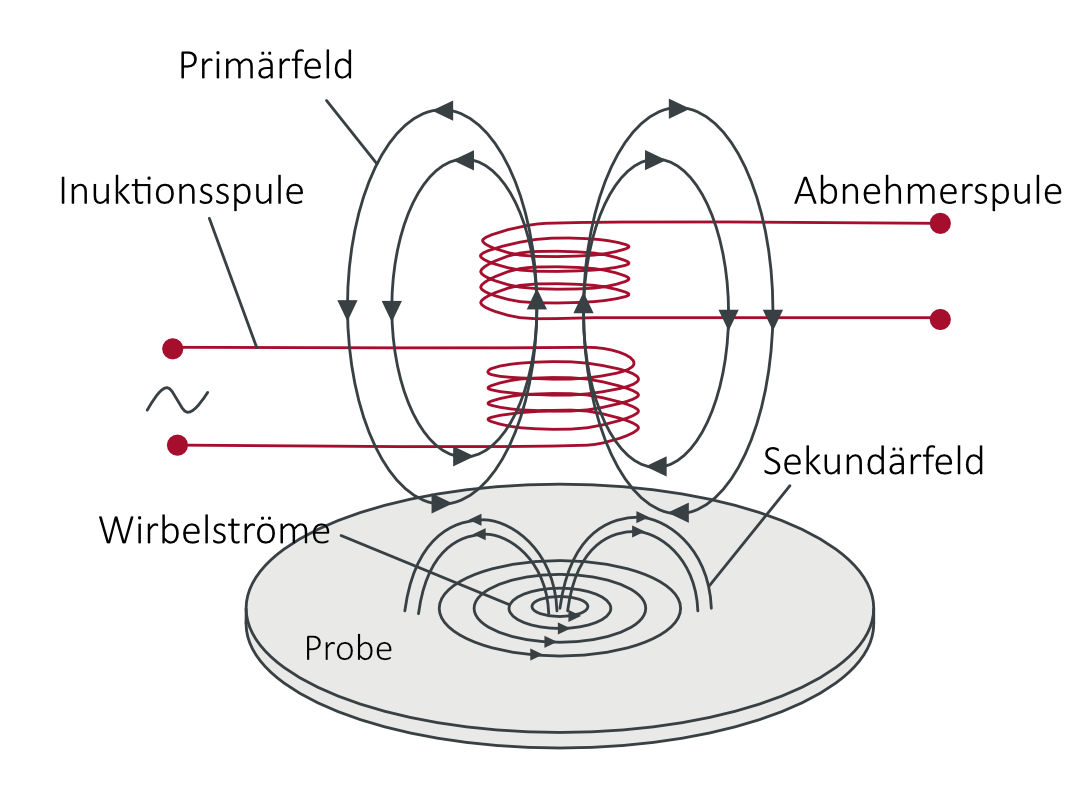
Visualisierung des Prinzips der Wirbelstromprüfung mit zwei Spulen.

Bei der Prüfung wird durch eine Spule ein wechselndes Magnetfeld erzeugt, welches im zu untersuchenden Material Wirbelströme induziert. Bei der Wirbelstromprüfung wird mittels eines Sensors, der meist auch die Erregerspule enthält, das resultierende Magnetfeld aus der Überlagerung des erregenden und des von den Wirbelströmen erzeugten Magnetfeldes detektiert. Mit Hilfe einer phasenselektiven Gleichrichtung werden die Amplitude und die Phasenverschiebung zum Erregersignal ermittelt und die Änderungen von Amplitude und Phase ausgewertet. Zur Detektion des Magnetfeldes benutzt man üblicherweise eine zweite Spule im Sensor. Gelegentlich werden auch andere Magnetfeldsensoren, wie GMR-Sensoren oder SQUIDs eingesetzt.
Bei der Wirbelstromprüfung wird der Effekt ausgenutzt, dass die meisten Verunreinigungen und Beschädigungen, aber auch Materialeigenschaften und Geometrie in einem elektrisch leitfähigen Material eine andere elektrische Leitfähigkeit oder eine andere Permeabilität aufweisen.
Da das Prüfsignal von den drei Parametern Leitfähigkeit, Permeabilität und Abstand zwischen Detektor und Materialoberfläche bestimmt wird, kann die Wirbelstromprüfung für verschiedene Einsatzgebiete eingesetzt werden.
Die Eindringtiefe der Wirbelströme wird durch den frequenzabhängigen Skineffekt begrenzt. Daher handelt es sich bei der Wirbelstromprüfung um ein oberflächennahes Prüfverfahren. Durch die Veränderung der Frequenz des erregenden Stromes ändert sich die Eindringtiefe des Wirbelstroms, womit eine Anpassung an die Prüfbedingungen möglich ist.

### Rissprüfung
Bei der Rissprüfung wird der Sensor über oder durch das zu prüfende Objekt bewegt. Ein Riss stellt eine nichtleitende Materialtrennung dar, um die die Wirbelströme herumfließen müssen. Risse, die zur Materialoberfläche hin offen sind, bewirken eine Änderung der Amplitude des Wirbelstromsignals. Bei Rissen unterhalb der Oberfläche bewirkt der Abstand des Risses zur Oberfläche zusätzlich eine Phasenverschiebung.
Bei der Rissprüfung werden häufig sog. Differenz-Sensoren verwendet, deren Spulen so geschaltet sind, dass kleine Änderungen der Materialeigenschaften oder des Abstands des Sensors von der Materialoberfläche weitgehend kompensiert werden.

### Korrosionsprüfung
Bei der Korrosion an der Materialoberseite führen die in der Regel nicht elektrisch leitfähigen Korrosionsprodukte zu einer Vergrößerung des Abstandes des Wirbelstromsensors zum elektrisch leitenden Grundmaterial. Dieser Abstandseffekt kann zur Korrosionsdetektion herangezogen werden (vergl. Schichtdickenmessung).
Ist die Materialstärke kleiner als die Eindringtiefe der Wirbelströme, führt ein Materialabtrag durch Korrosion oder Erosion zu einer höheren Wirbelstromdichte.
In mehrlagigen Blechstrukturen, wie sie z. B. in Flugzeugen vorkommen, führt Korrosion zwischen den Lagen dazu, dass die Bleche auseinandergedrückt werden. Dieses "Spacing" lässt sich ebenfalls mit der Wirbelstromprüfung nachweisen.

### Prüfung auf Einschlüsse
Solange keine Beschädigung im Material ist, ist auch dessen elektrischer Widerstand homogen, und die Wirbelströme fließen gleichmäßig im Material. Hat das Prüfteil beispielsweise einen Einschluss eines Fremdmaterials, dessen spezifischer Widerstand kleiner als der des restlichen Materials ist, wird die elektrische Stromdichte im Einschluss größer sein als in der Umgebung. Umgekehrt verhält es sich bei einem Einschluss mit größerem spezifischen Widerstand, bei dem die Stromdichte im Einschluss kleiner ist, als in der Umgebung. Auf jeden Fall verändert sich also die Wirbelstromdichte im Vergleich zum unbeschädigten Bauteil. 
Schichtdickenmessung
Bei der Schichtdickenmessung werden folgende Fälle unterschieden (in Anlehnung an):
- nicht ferromagnetische, elektrisch leitende plus isolierende Schicht auf einem ferromagnetischen Material (typ. Eisen)

typischer Einsatzfall für die Magnetinduktive Methode
- nicht-elektrisch leitende, nicht ferromagnetische Schicht auf einem nicht ferromagnetischen Metall

hier wird der Abstand des Sensors zur leitenden Oberfläche, der durch die Dicke der Beschichtung bestimmt wird, durch die Messung der Amplitude bestimmt.
- elektrisch leitende Folie/Blech aus nicht ferromagnetischem Metall

Mit steigender Dicke wächst der stromdurchflossene Querschnitt und damit auch die Amplitude des Signals, deren Auswertung die Dicke ergibt.
- elektrisch leitende nicht ferromagnetische Schicht auf ferromagnetischem Grundwerkstoff, jedoch verborgen unter Lack

Kombiverfahren magnetinduktiv und Wirbelstromverfahren mit Phasenauswertung
- elektrisch leitende nicht ferromagnetische Schicht auf beliebigem Grundwerkstoff

Wirbelstromverfahren mit Phasenauswertung
Prüfung der Materialeigenschaften (Gefügeprüfung)
Änderungen in der Leitfähigkeit oder der Permeabilität werden zur Bestimmung von Werkstoffzuständen, Härte, Wärmebehandlung, Detektion von Schweißnähten oder zur Verwechslungsprüfung genutzt.

## Praktische Durchführung einer Sortierprüfung auf Gefüge
Hier soll erläutert werden, wie Teile auf Gefüge bzw. Materialverwechslung geprüft und sortiert werden können.
Stand der Technik ist es heute, die Teile mit mehreren Frequenzen zu prüfen. Der Prüfaufbau sieht häufig so aus, dass zwei Spulenpaare (jeweils aus Sender- und Empfängerwicklung bestehend) mit den Senderwicklungen gleichsinnig und den Empfängerwicklungen gegensinnig verschaltet sind. In dem einen Spulenpaar (der Kompensationsspule) ist fest ein Gutteil positioniert, als Ausgleich, um die Art der Ausgangssignale so zu gestalten, dass im Falle eines Gutteiles der Pegel im Bereich von 0 V bleibt; umso leichter ist es dann, die Abweichungen bei Schlechtteilen zu erfassen, sei es als Ausschlag auf einem Sichtgerät (Oszilloskop) oder zur digitalen Weiterverarbeitung (A/D-Wandler und Digitaler Signalprozessor), wie bei aktuellen Geräten üblich. Das andere Spulenpaar wird von Hand oder automatisch mit den zu prüfenden Teilen beschickt.
Bevor eine Sortierprüfung beginnen kann, sind zunächst eine Anzahl von bekannten Gutteilen als Referenz im Prüfgerät abzuspeichern. Dabei werden in Versuchen und durch die Erfahrung des Benutzers bereits gewisse Frequenzen ausgewählt, mit denen für den Anwendungsfall die besten Trennungsbedingungen erreicht werden. Das kann auch automatisch durchgeführt werden, wobei ein möglichst breites Frequenzband mit z. B. acht Prüffrequenzen und z. B. einem Frequenzverhältnis von 1:1000 genutzt wird, ein typisches Frequenzband wäre z. B. 25 Hz bis 25 kHz. Für jede Frequenz wird die „Antwort“ der Teile gespeichert, woraus das Prüfgerät dann die Toleranzfelder ermittelt, in denen die zu prüfenden Teile liegen müssen. Wird auch nur für eine Frequenz dieser Bereich nicht erreicht, dann ist das Teil als Schlechtteil auszusortieren.
Bei ferromagnetischen Werkstoffen kommt oft eine Oberwellenanalyse zum Einsatz. Dabei wird nicht nur die Erregerfrequenz, sondern auch ganzzahlige Vielfache der Erregerfrequenz ausgewertet.
Diese Art der Prüfung auf das Gefüge eines Werkstoffes ist sehr empfindlich auf auch nur geringe Abweichungen, durch die Verwendung mehrerer Frequenzen werden auch unerwartete Fehler gut erkannt und dennoch ist der Durchsatz sehr hoch. Je nach Art der Überprüfung und Größe und Geometrie der Teile und erforderlicher Genauigkeit der Sortierung sind bis zu ca. zehn Teile pro Sekunde prüfbar und sortierbar.
Die Prüfung von Hand kommt vor allem für Stichproben, Versuche und kleine Teilmengen in Betracht. Für eine 100 %-Überprüfung wird in der Regel eine automatische Anlage in die Produktionsstraße integriert. Im Idealfall wird der bisherige Durchsatz durch Erweiterung um so eine Anlage nicht verringert, was Qualitätssicherung ohne Einbußen an Produktivität bedeutet.
Gerade bei automatisierter Prüfung ist zu unterscheiden zwischen dynamischer und statischer Prüfung. Die dynamische Prüfung erlaubt höheren Durchsatz, welche man sich durch geringere Genauigkeit erkauft. Dabei werden die Teile in einem kontinuierlichen Fluss (entweder vereinzelt oder aneinander anliegend) durch das Spulenpaar transportiert, während die Position der Teile durch geeignete Sensorik überwacht wird, um die Prüfung im richtigen Zeitpunkt zu starten und zu beenden. Bei etlichen zu prüfenden Teiletypen und Materialkombinationen ist dieses Verfahren generell unmöglich, da die Trennung zu ungenau wird. Häufig eingesetzt wird die dynamische Prüfung bei der Überprüfung von Kugeln (für Kugellager), um die richtige Wärmebehandlung oder Oberflächenhärtung zu erkennen. Dabei wird kein Durchlaufspulenpaar verwendet, sondern eine von einer Seite den Prüflingen zugewandte Tastsonde ohne Kompensationsspule. Eine Kompensationswicklung ist stattdessen im Sensorgehäuse.
Bei der statischen Prüfung wird der Prüfling in der Sensorspule angehalten und geprüft. Obwohl der eigentliche Vorgang der Prüfung nicht länger dauert, verringert das Stoppen der Teile den Durchsatz unter Umständen erheblich.